# Prag osjeta
Prag osjeta, prag podražljivosti ili limen (lat. prag, granica) u psihologiji označava graničnu vrijednost nekoga podražaja ispod koje ne postoji doživljajni učinak, ili učinak u ponašanju koji se može opažati, a iznad koje taj učinak postoji. 
U užem smislu riječi, limen je ona vrijednost podražaja koja je dovoljna za izazivanje osjeta (apsolutni limen) ili promjenu u osjetu (diferencijalni limen). Apsolutni i diferencijalni limen pokazuju osjetljivost nekog osjetnoga sustava. Što su te vrijednosti niže, osjetni sustav može bolje pratiti promjene u razini podraživanja.